# 萊里達舊主教座堂

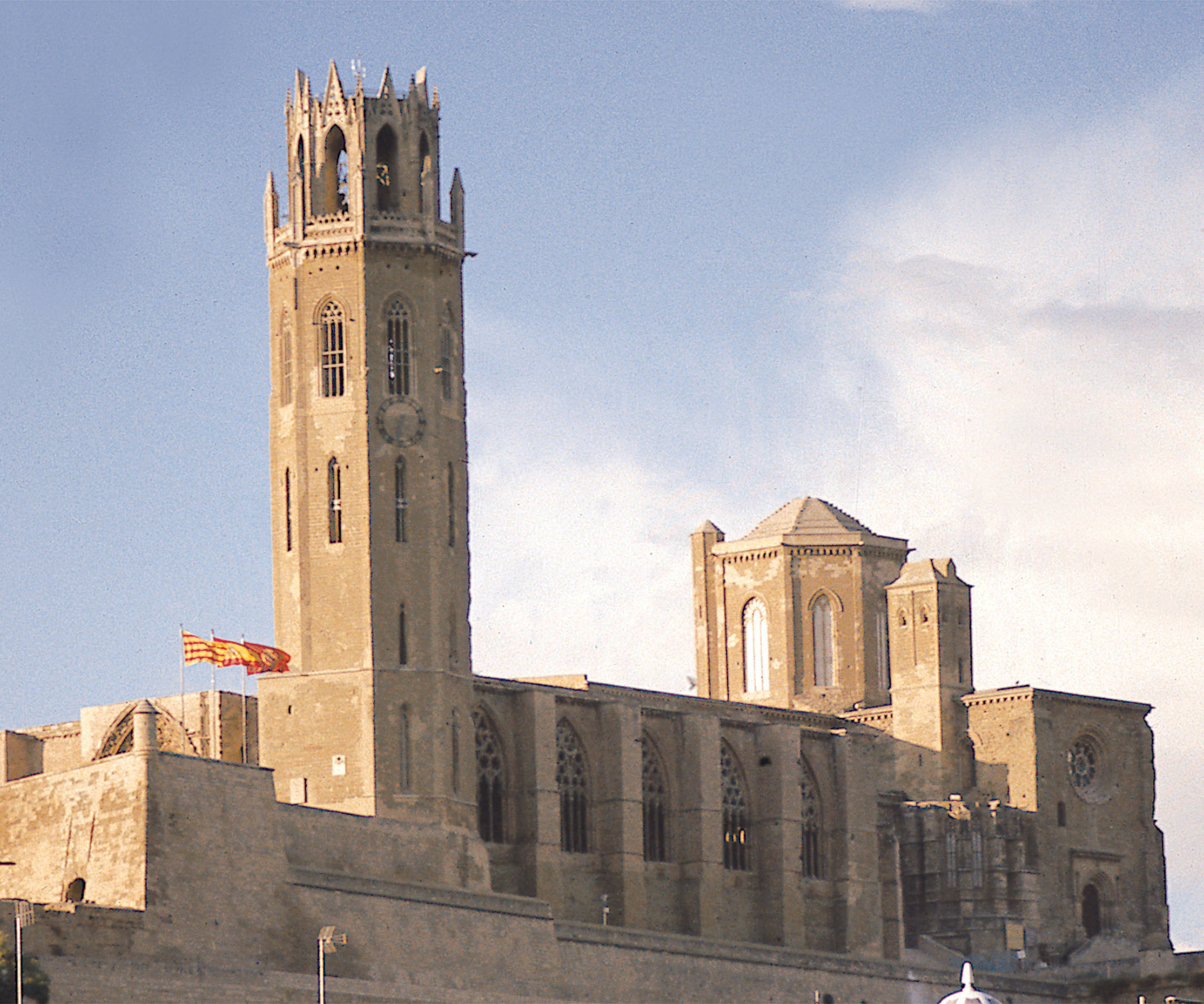
萊里達舊主教座堂

41°37′04″N 0°37′36″E / 41.61778°N 0.62667°E
萊里達舊主教座堂位於西班牙列伊達，是天主教萊里達教區的主教座堂，是列伊達省最古老的一座教堂，也是加泰羅尼亞地區的唯一一座集羅馬式建築和哥特式建築於一身的教堂。

## 歷史
1203年，一位名為Pere de Coma的人設計並指揮建造了主教座堂的最早建築。此後，教堂的建築工作一直持續，貫穿整個海梅一世統治時期，故那時的建築風格也一定程度的保留在今日的塞烏維拉主教座堂身上。教堂的建設最後完成於1431年。

## 教堂图像

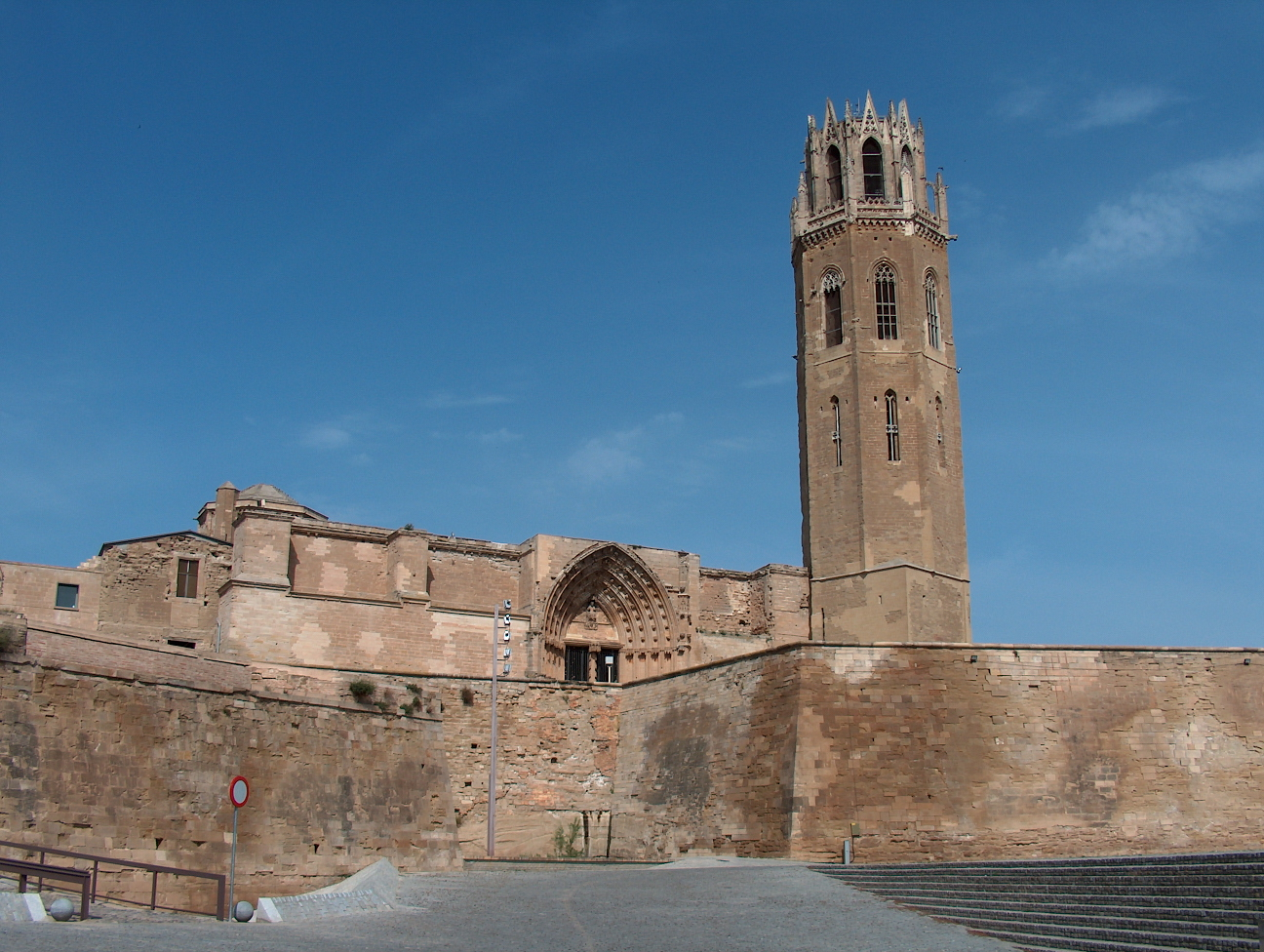
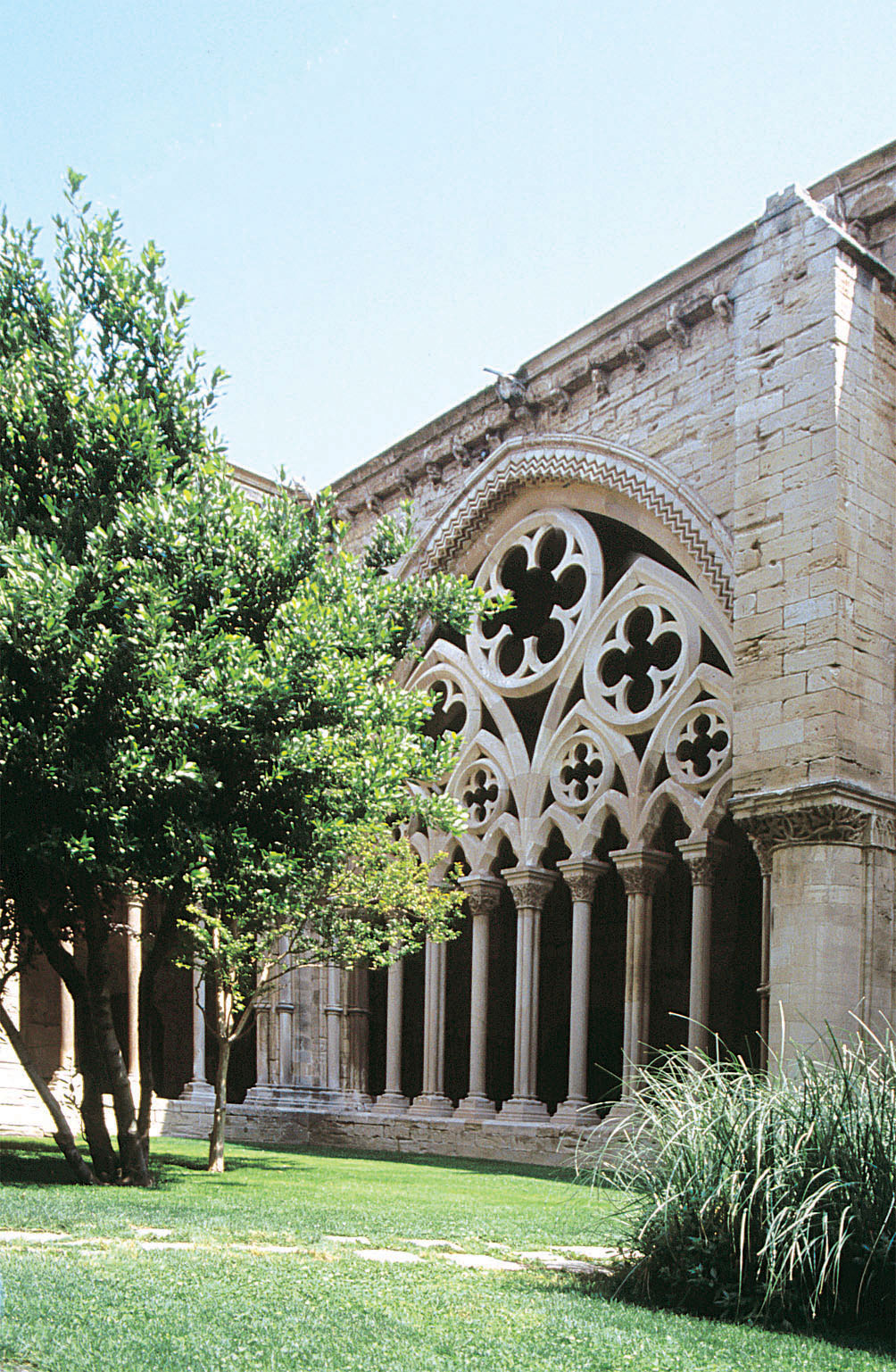
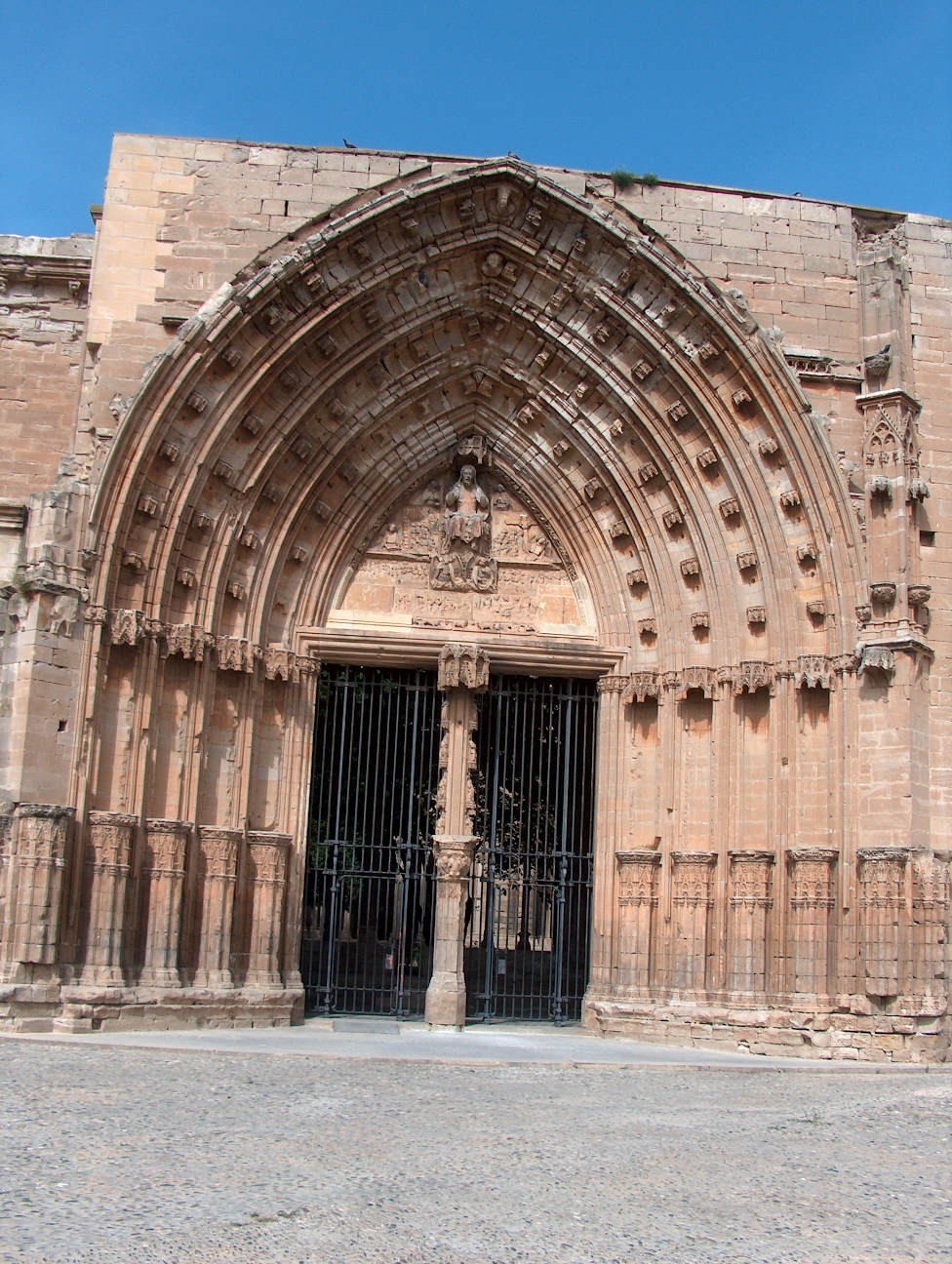